# Che (Partikel)
Che ist eine Partikel, die vor allem in der spanischen Sprache, insbesondere im südlichen Südamerika verwendet wird.

## Romanische Sprachen
Die Interjektion Che wird vor allem in Argentinien, Uruguay sowie gelegentlich in Teilen von Bolivien und Paraguay, in Südbrasilien (dort in der Schreibweise: tchê) und im spanischen Valencia verwendet. Sie dient dazu, die Aufmerksamkeit des Zuhörers zu erlangen oder gelegentlich auch dessen (stillschweigendes) Einverständnis vorauszusetzen. Im Deutschen entspricht sie am ehesten einem ‚He‘.

### Etymologie
Die Herkunft dieses Worts ist unklar. Eine Entlehnung aus den indigenen Sprachen des südlichen Südamerika ist denkbar: Im Guaraní bedeutet che/chi ‚ich‘, ‚mein‘ oder 'Hallo', in Tehuelche und Puelche bedeutet es ‚Mensch‘. In Mapudungun bedeutet es ‚Leute‘ oder 'Männer' und soll im Rahmen der Kolonialisierung vor allem für Gauchos verwendet worden sein. Das Diccionario de Argentinismos verzeichnete das Wort im Jahr 1879 als „Araukanismus“ (also ebenfalls Mapudungun). Auch wenn die Interjektion Che als typisch gauchesk gilt, kommt sie im bekanntesten Werk der Gaucho-Literatur, Martín Fierro, nicht vor. Andere Sprachwissenschaftler, darunter Ángel Rosenblat, führen eine spanische Herkunft aus dem archaischen ce an, das von manchen als Ursprung der valencianischen Anrede-Partikel che (dt.: „He!“) angesehen wird, während wieder andere den Ursprung des valencianischen che in einer Synärese von xiquet, ‚Junge‘, sehen. Auch eine Ableitung aus dem Galicischen scheint denkbar, dort wird es als Personalpronomen für die zweite Person (dir / dich) verwendet. Möglich ist hier jedoch auch eine Entlehnung aus dem argentinischen Spanisch durch aus Argentinien zurückwandernde Galizier.

### Che als Übername
Che ist ein in mittelamerikanischen Ländern oft verwendeter Übername für Argentinier, da sie dieses Wort besonders oft gebrauchen. Das prominenteste Beispiel dafür ist der argentinische Marxist und Revolutionär Ernesto „Che“ Guevara, der in Kuba bis heute el Che genannt wird und als Minister und Nationalbankpräsident dafür bekannt war, offizielle Dokumente mit „che“ zu unterschreiben. Außerdem wird eine Hauptfigur im Musical Evita „Che“ genannt; die Figur verkörpert einen Vertreter des argentinischen Volkes.

## Andere Sprachen
Im Armenischen bedeutet che umgangssprachlich ‚nein‘ und wird auch als ‚gell‘ (süddeutsch) benutzt.